# Quinto Fábio Bárbaro Valério Magno Juliano
Quinto Fábio Bárbaro Valério Magno Juliano (em latim: Quintus Fabius Barbarus Valerius Magnus Iulianus) foi um senador romano da gente Cecília nomeado cônsul sufecto para o nundínio de julho a agosto de 99 com Aulo Cecílio Faustino. Era filho ou neto de Quinto Fábio Bárbaro Antônio Mácer, cônsul sufecto em 64. Quando Nerva assumiu o trono depois da morte de Domiciano, estava servindo como legado militar da Legio III Augusta na África.